# Даріуш Кубицький
Даріуш Ян Кубицький (пол. Dariusz Jan Kubicki; нар. 6 лютого 1963, Кожухув, Польща) — польський футболіст та тренер, виступав на позиції правий захисника. Виступав за збірну Польщі.

## Клубна кар'єра
Футбольну кар'єру розпочав у 1976 році в складі клубу «Меблярж» (Нове Мястечко). Через декілька років перейшов «Лехії» (Зелена Гура), а потім перейшов до «Сталі» (Мелець). У цій команді він дебютував у першій лізі, а також у Кубку УЄФА проти «Локерена». Однак його команда вибула з турніру після нічиєї 1:1 у Мелеці та нульової нічиєї на виїзді.
У 1983 році перейшов до варшавської «Легії». У складі столичної команди у 1989 та 1990 роках став володарем кубка Польщі, а в 1989 році — володарем Суперкубка. А вже через рік, у 1991 році, дійшов до півфіналу Кубку володарів кубків.
У 1991 році виїхав до Англії, де підписав контракт з «Астон Віллою». У команді був гравцем резерву. Зіграв декілька матчів у сезоні 1993 року, в якому його команда стала срібним призером Прем'єр-ліги, а також у наступному — коли «Астон Вілла» завоювала Кубок Футбольної ліги. У 1994 році спочатку був орендований «Сандерлендом», а потім підписав повноцінний контракт з командою. У 1996 році допоміг своєму клубу вийти до Прем'єр-ліги. Кубицький неочікувано був відсторонений від матчів свого клубу Пітером Рідом напередодні матчу проти «Дербі Каунті», якщо б Даріуш вийшов на поле в тому поєдинку, то став би рекордсменом свого клубу за кількістю поспіль зіграних матчів, й випередив би за цим показником Джорджа Малгалла. Після відходу з «Сандерленда» виступав за «Вулвергемптон Вондерерз». Футбольну кар'єру завершував у футболці англійських нижчолігових клубів «Транмер Роверз», «Карлайл Юнайтед» та «Дарлінгтон».

## Кар'єра в збірній
У 1981 році разом з юнацькою збірною Польщі U-18 став срібним призером юнацького чемпіонату Європи. А вже наступного року отримав дебютний виклик до національної збірної Польщі, у футболці «біло-червоних» дебютував у поєдинку проти Франції (4:0). У майбутньому зіграв ще 36 матчів за збірному, в тому числі — вже як гравець варшавської «Легії» — під час Чемпіонат світу в Мексиці 1986 року.

## Кар'єра тренера
Одразу по завершенні кар'єри гравця розпочав тренерську діяльність, несподівано очоливши варшавську «Легію». Проте через незадовільні результати команди вже у вересні того ж року був звільнений з займаної посади. Тим не менше Даріуш залишився працювати в клубі, очоливши резервну команду «Легії», з якою став переможцем третьої ліги. Незабаром після прибуття в «Легію» Драгоміра Окуки Кубицький став другим тренером команди, вигравши з «Військовиками» чемпіонат Польщі та Кубок Ліги 2002 року. Після завершення співпраці з Окукою Даріуш отримав свій другий шанс на посаді головного тренера «Легії», під керівництвом якого столичний клуб став срібним призером польського чемпіонату та фіналістом Кубок Польщі у 2004 році. 
1 жовтня 2004 року концерн ITI звільненив Кубицького з посади тренера «Військових», наступного дня після поразки в двоматчевій дуелі поєдинку Кубку УЄФА проти віденської «Аустрії», яка згодом дійшла до 1/4 фіналу турніру. На момент звільнення Даріуша в Екстраклясі «Легія» мала 4 перемоги, 2 нічиї та 0 поразок.
У червня 2005 року очолив принципового суперника «Легії», варшавську «Полонію», а з листопада 2005 до 16 серпня 2006 року тренував ленчненський «Гурник». З 30 серпня 2007 року по 22 липня 2008 року був тренером гданської «Лехії», з якою 18 травня 2008 року, за два тури до закінчення змагань, завоював путівку до Екстракляси. 
4 жовтня 2007 року його було арештовано Центральним антикорупційним бюро у так званій «Справі COS (Центрального Осередку Спорту)». 22 липня 2008 року керівництво «Лехії» (Гданськ) відсторонило Даріуша Кубицького від виконання обов'язків головного тренера першої команди, оскільки він відмовився підписати спеціальну антикорупційну декларацію.
Даріуш Кубицький входить до Ради тренерів при Польській футбольній асоціації. З вересня 2008 по червень 2009 оку тренував «Зніч» (Прушкув), з червня по жовтень 2009 — «Віслу» (Плоцьк), а з квітня по вересень 2010 року — «Долькан» (Зомбки). З грудня 2011 по квітень 2012 року був другим тренером команди другого дивізіону російського чемпіонату «Сибір» (Новосибірськ). Після звільнення головного тренера, Алекса Міллера, очолював «Сибір» до завершення сезону. Команда під його керівництвом провела 5 матчів першості ФНЛ, в яких не зазнала жодної поразки. З 4 січня по 20 березня 2013 року був головним тренером «Подбескідзе». Під керівництвом Кубицького команда, яка набрала лише 6 очок за все перше коло, пройшла передсезонну підготовку і після відновлення чемпіонату Польщі завоювала 5 очок в наступних 4 матчах, поступившись лише лідеру чемпіонату «Легії» та покинула останню сходинку в турнірній таблиці. 21 березня 2013 року став головним тренером новосибірської «Сибірі», підписавши з клубом 2,5-річний контракт. Контракт з ФК «Сибір» було розірвано за згодою сторін 11 жовтня 2013 року. 6 січня 2014 року став головним тренером першої команди «Олімпія» (Грудзьондз). 04.05.2015 знову став тренером «Подбескідзе». 20 вересня 2015 року був звільнений з посади тренера після поразки його команди від краківської «Вісли» з рахунком 0:6. У 2016 році він повернувся до «Зніча» (Прушкув), з якого за рік до цього. У 2018 році, після 3-річної перерви, повернувся до «Олімпії» (Грудзьондз).

## Особисте життя
Син Даріуша, Патрик Кубицький, також професіональний футболіст. На даний час виступає під керівництвом батька в «Олімпії» (Грудзьондз).

## Досягнення

### Як гравця

#### Клубні
«Легія» (Варшава)
- Кубок Польщі
  -  Володар (2): 1989, 1990

- Суперкубок Польщі
  -  Володар (1): 1989

#### У збірній
- Юнацький чемпіонат Європи U-18
  -  Срібний призер (1): 1981